# Sky and Sand
Sky and Sand is een nummer van de Duitse dj's Paul en Fritz Kalkbrenner. Het is de soundtrack van de film Berlin Calling. Daarnaast is de begintune sindsdien veel te horen bij de startprocedure rondom ISU-schaatstoernooien.
Het nummer werd een hit in het Duitse taalgebied, Nederland en België. In Duitsland haalde het de 29e positie. In de Nederlandse Top 40 wist het de 12e positie te behalen, en in de Vlaamse Ultratop 50 de nummer 2-positie.
Het nummer bevat samples van "When A Man Loves A Woman" van Percy Sledge uit 1961.

## NPO Radio 2 Top 2000
| Nummer met noteringen in de NPO Radio 2 Top 2000 | '15  | '16  | '17  | '18  | '19  | '20  | '21  | '22  | '23  | '24  |
| ------------------------------------------------ | ---- | ---- | ---- | ---- | ---- | ---- | ---- | ---- | ---- | ---- |
| Sky and Sand                                     | 1633 | 1410 | 1388 | 1346 | 1342 | 1277 | 1227 | 1228 | 1239 | 1185 |

1. ↑  Een vetgedrukt getal geeft de hoogste notering aan.
2. ↑  2015 was het eerste jaar met een notering voor dit nummer.